# Friedrich Albert Eytelwein
Friedrich Albert Eytelwein (* 20. Mai 1796 in Berlin; † 28. Januar 1888 in Berlin) war ein deutscher Architekt und Baubeamter.
Seine Eltern waren der Architekt und Ingenieur Johann Albert Eytelwein und Dorothea Charlotte Louise geb. Pflaum (1767–1828). Er war vermutlich der einzige Sohn unter sieben Kindern. Im Jahr 1813 machte er die Feldmesserprüfung, wurde Regierungskondukteur und trat als Kriegsfreiwilliger in das Bülowsche Corps. Ende 1815 nahm er Abschied als Leutnant und wurde als Baukondukteur angestellt.  1816 machte er die Baumeisterprüfung und wurde Land- und Wasserbauinspektor in Königs Wusterhausen bei Berlin. Bis 1818 war er am Neubau der Schleuse in Spandau beteiligt und leitete von 1821 bis 1823 den Umbau der Kreuzkirche in Königs Wusterhausen sowie den Neubau des Kirchturms. 1824 wurde er zum Regierungs- und Wasserbaurat bei der Regierung in Merseburg ernannt. 1829 Versetzung als Baurevisor zum Finanzministerium und Beförderung zum Oberbaurat und Vortragenden Rat für die baulichen Angelegenheiten der Domänen und Forsten. Als Baurevisor erhielt er Zutritt zu den Sitzungen der Oberbaudeputation. 1831 wurde er zum Geheimen Oberbaurat ernannt und Mitglied der Oberbaudeputation. 1838 wurde er Geheimer Oberfinanzrat und am  22. März 1876 Wirklicher Geheimer Rat mit dem Prädikat Exzellenz. Am 1. Juli 1876 wurde er pensioniert.

## Schriften
- Anleitung zur Ermittelung der Dauer und Unterhaltungs-Kosten der Gebäude und zur Bestimmung der Bau-Ablösungs-Kapitalien und jährlichen Renten, De Gruyter, 1831
- Bemerkungen über die Anlage und Einrichtung der Salzmagazine in den verschiedenen Provinzen des preussischen Staates, De Gruyter, 1834
- Ueber die Anlage und Einrichtung von ländlichen Kartoffel-Branntwein-Brennerei-Gebäuden nach den in neuerer Zeit gemachten Erfahrungen, De Gruyter, 1836